# Mondaino

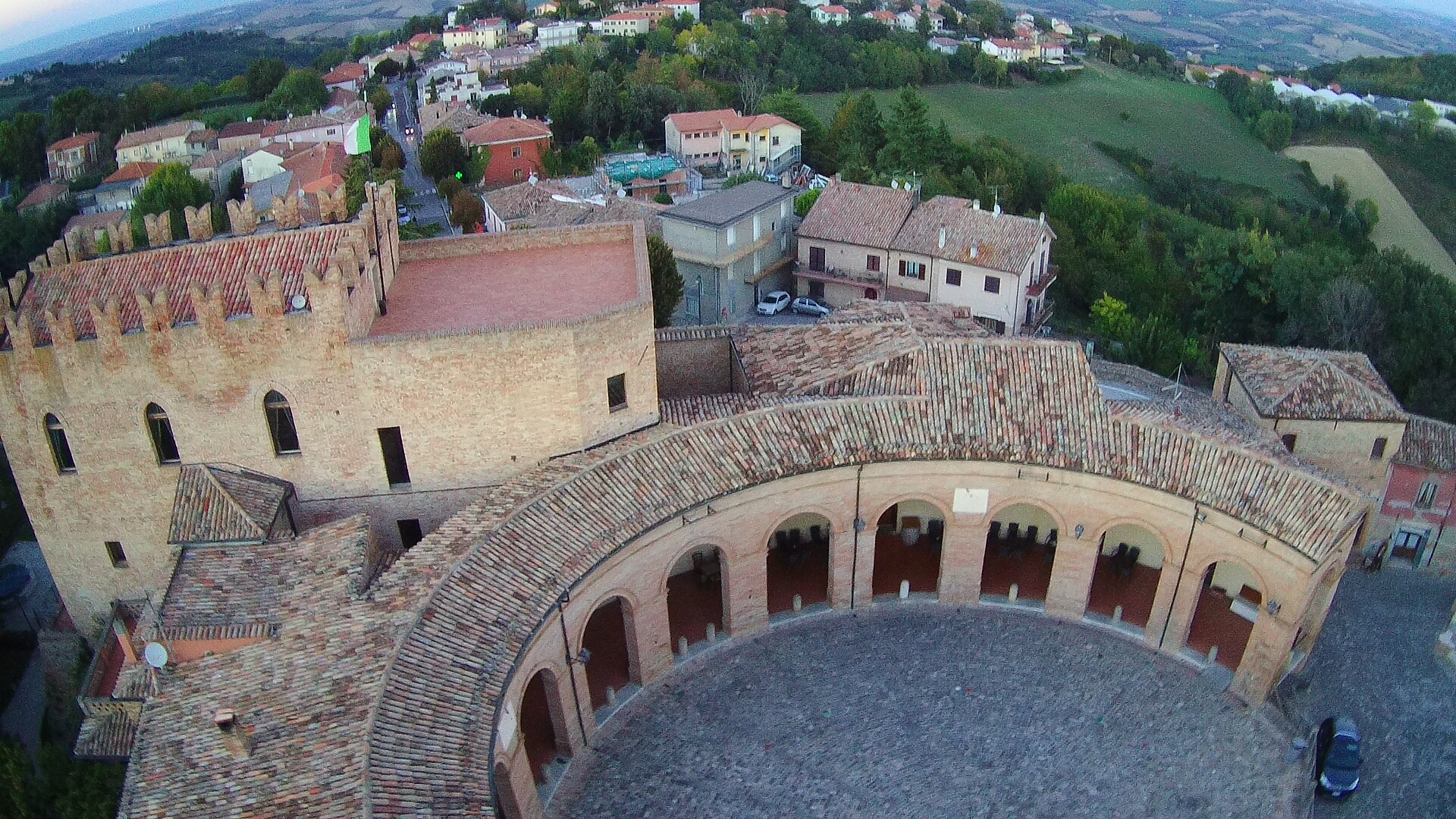

Mondaino ist eine italienische Gemeinde (comune) mit 1344 Einwohnern (Stand 31. Dezember 2023)  in der Provinz Rimini in der Emilia-Romagna. Die Gemeinde liegt etwa 23,5 Kilometer südsüdöstlich von Rimini und grenzt unmittelbar an die Provinz Pesaro und Urbino (Marken).  

## Geschichte
Als Mons Damarum mag die Gemeinde einst einen Dianatempel beherbergt haben. 

## Wirtschaft
Die Firma Viscount International SpA hat in Mondaino ihren Firmensitz und produziert hier Musikinstrumente (insbesondere Keyboards).